# Jardín Botánico de Alaije
El Jardín Botánico de Alaije (en francés : Jardin botanique d'Alaije) es un jardín botánico especializado en verduras antiguas que se encuentra en Brantôme, Francia.

## Localización
El jardín botánico se ubica en un costado de la Abadía en Brantôme, Dordogne, Aquitaine, France-Francia.
Planos y vistas satelitales.45°21′54″N 0°38′59″E / 45.36500, 0.64972
Está abierto a diario todo el año al público en general y sin pagar ninguna tarifa de visita.

## Historia
Brantôme se sitúa al norte de La Dordogne y con la llegada de Carlomagno cuando Brantôme entra en la Historia. 
En el año 818, cuando la asamblea general de Aquisgrán contabiliza todas las Abadías del Imperio y la de Brantôme aparece como « "n'être qu'un lieu de prière à l'Empereur" » ("ser un lugar de rezo del Emperador"), Carlomagno le hizo donación de las reliquias de "St Sicaire" (uno de los Santos inocentes).
El jardín abrió al público en 1998. 

## Colecciones
Actualmente el jardín botánico contiene unas 800 variedades de plantas enfocadas en verduras antiguas y olvidadas en las producciones modernas. 
Las plantas se exhiben en :

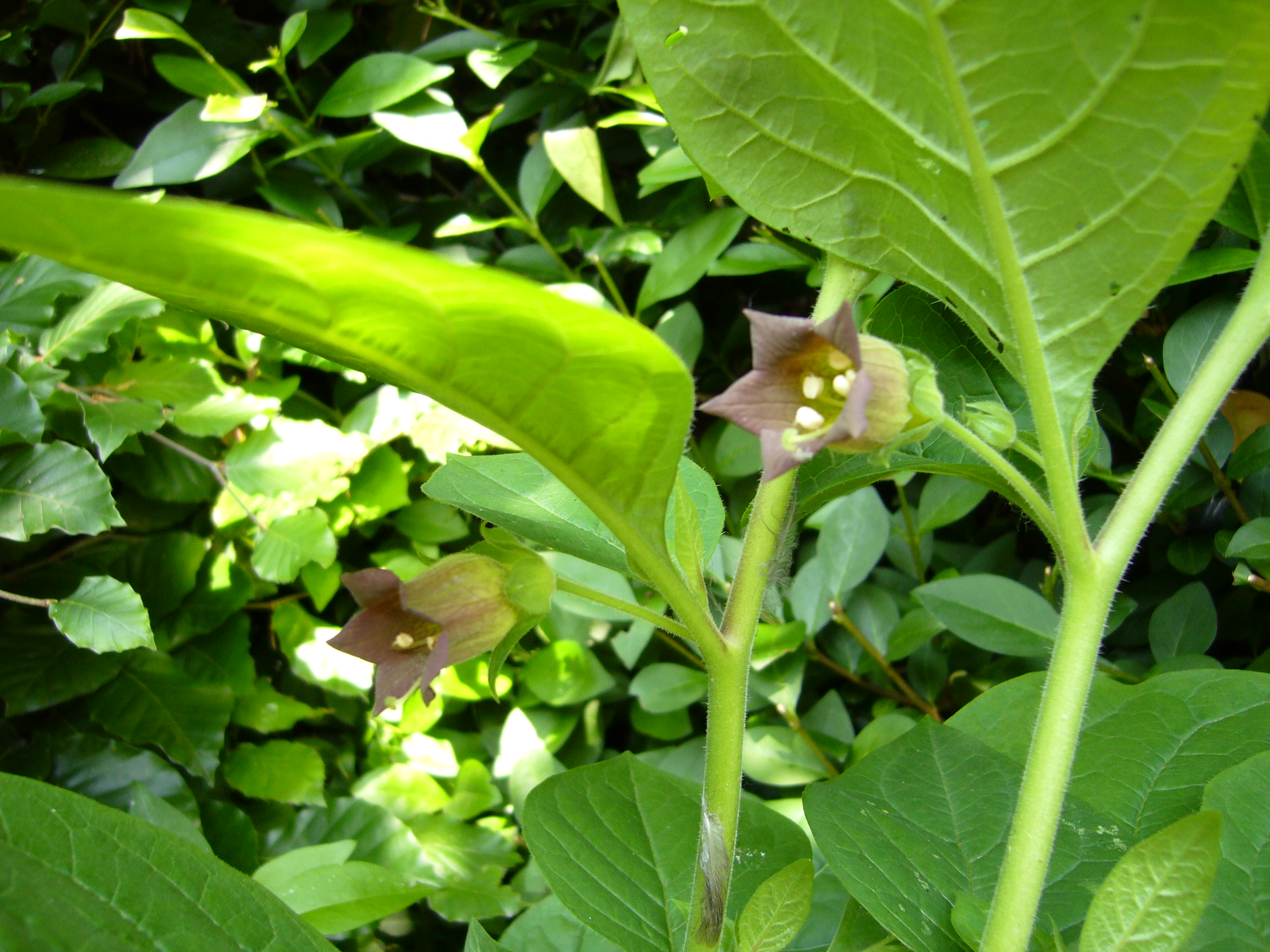
Flor de la Belladona (Atropa belladonna).

- « Le jardin médiéval » (El Jardín Medieval) Se ha acondicionado en el "Jardín Médicis", de la parte oeste de la Abadía, un pequeño jardín hecho "a la française". Los vegetales elegidos son especies modernas y decorativas, pero se inscriben en las clases de vegetales que aparecen enumerados en el Capitulaire De Villis fechado en el 795. Se reproduce in situ el "Jardin de Charlemagne" acercándose de la manera mejor posible a lo que debía ser en su construcción, en su adaptación al diseño se divide la parcela en 14 canteros, cada uno de los cuales se establecen según su uso. Hay las plantas que se ocupan de las heridas y las quemaduras (vulnerarias), las que alivian los males de vientre, o disminuyen las fiebres y enfriamientos, las plantas de las mujeres que eran en su mayoría plantas abortivas, las de la medicina de las firmas, (las plantas firman los males que curan) como la "arum serpentaire" con la cual se aleja a las serpientes, la pulmonaria cuyas hojas llevan manchas asemejándose a los alveolos de los pulmones, o la "Armoise" veteada de rojo como la sangre de las mujeres "que la hace venir" ….Y obviamente, las plantas mágicas como la Mandrágora o la Belladona que servían para enviar o para conjurar las suertes.
- « Le jardin potager » (Huerto), se cultivan verduras antiguas tal como el "Dólico"", próximo a la judía venida de América hace solamente 500 años. Si la cocina diaria de la mayoría de la población se hacía a base de cereales molidos, no faltaban en sus platos sin embargo los ajos, la mostaza, el rábano, el hinojo, la ajedrea y otras muchas verduras incluso Amaranthus procedentes de América productores de semillas de un gran valor nutritivo.

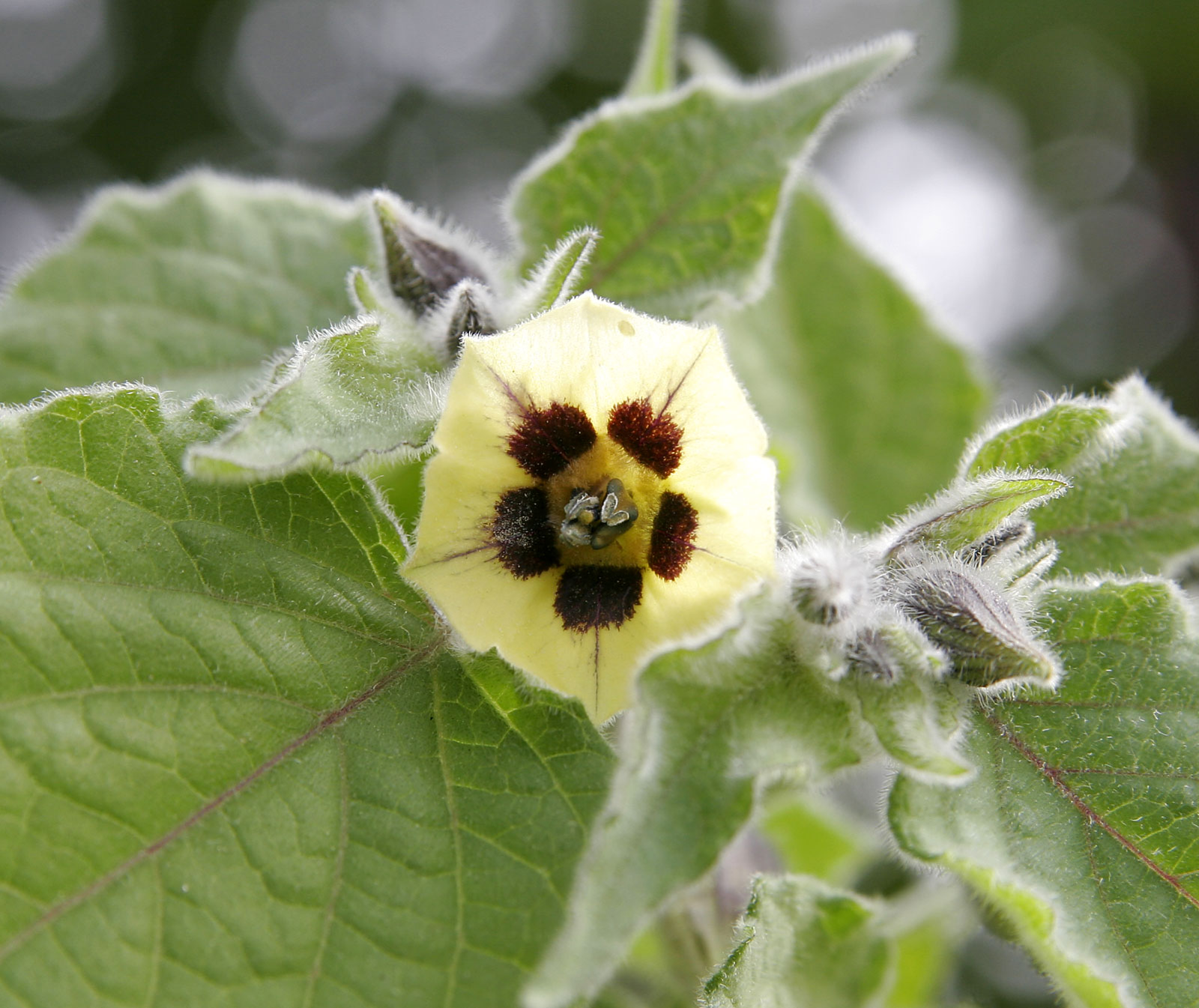
Flor de la Uvilla (Physalis peruviana) planta oriunda de Suramérica.

- « Les solanacées » (Solanaceae), con Solanum sisymbrifolium , Physalis peruviana,
- « Les jardins en carré » (Jardín en Cuadrado), con plantas ornamentales
- « Aromatiques » (Aromáticas),
- « Graminées » (Gramineas), la pequeña espelta, variedad de trigo antiguo que tenía un rendimiento muy mediocre, el trigo, para las ricas mesas, y el centeno, para los más pobres.
- « Les cucurbitacées » (Cucurbitaceae)
- « Les médicinales » (Medicinales)
- « La Mare » (La Charca) creada en la zona más tranquila del jardín como un puesto de observación de la naturaleza. Con lirios acuáticos, lentejas de agua, Pontederia cordata, Typha minima, Cyperus papyrus, Cyperus alternifolius - Alrededor de la charca, Lisamachia punctata, Polygonum japonicum, Hypericum hirsutum, Asphodeline lutea,
- Un cantero triangular acoge algunos frutales como el Membrillo, el Grosellero o el Cornejo,
- Invernaderos,